# Kulturpreis der Stadt Rehau
Der Kulturpreis der Stadt Rehau wird seit 1996 jährlich von der Stadt Rehau verliehen. 

## Sparten
Der Kulturpreis wird in fünf Sparten verliehen an Personen verliehen, die sich für die Stadt Rehau besonders verdient gemacht haben:
- Bildende Kunst
- Literatur
- Musik
- Kultur
- Wissenschaft

## Vergabeform
Der Kulturpreis besteht aus Acryl, er beinhaltet ein Preisgeld in Höhe von Euro 500,00 sowie eine Urkunde. Die Verleihung erfolgt öffentlich.

## Preisträger
- 1996: Peter Angermann, Künstler und Maler, Thurndorf (geb. in Rehau)
- 1997: Eugen Gomringer, Erfinder der Konkreten Poesie und Leiter des IKKP, Rehau
- 1998: Wolfgang Döberlein, Pianist, Rehau
- 1999: Christian Peter Rothemund, Künstler und Sänger (geb. in Rehau)
- 2000: Vera Meinel, Künstlerin, Rehau
- 2001: Gerald Sammet, Journalist, Bremen (geb. in Rehau)
- 2002: Klaus Angermann, Chefdramaturg an der Staatsoper Hannover (geb. in Rehau)
- 2003: Harald Fuchs, Multi-Media Künstler, Köln (geb. in Rehau)
- 2004: Gert Böhm, Literat und Verleger, Rehau
- 2005: Nora-Eugenie Gomringer, Rezitatorin und Autorin, Bamberg (aufgewachsen in Rehau-Wurlitz)
- 2006: Norbert Hofmann, Musiklehrer und Dirigent, Rehau
- 2007: Toni Ertl, Dirigent und Musiker, Rehau
- 2008: keine Vergabe
- 2009: Gerti Baumgärtel
- 2010: Gunther le Maire, Kunstmaler und Publizist, Immenstadt (geb. in Rehau)
- 2011: Roland Lein, Maler
- 2012: Pfarrscheunenkabarett Pilgramsreuth
- 2013: Stefanie Hofmann und Franziska Hofmann, Musikerinnen
- 2014: Stephan Gerspitzer, Musiker, Kabarettist